# Naturschutzgebiet Hardt (Bergisch Gladbach)
Das Naturschutzgebiet Hardt liegt in der Mitte von Bergisch Gladbach. Es umfasst den Staatswald zwischen den Stadtteilen (im Uhrzeigersinn) Heidkamp, Sand, Herkenrath, Moitzfeld, Bensberg und Lückerath. Bereits in der Zeit 310 ± 80 v. Chr. siedelten hier Sugambrer, ein westgermanischer Stamm, auf der Erdenburg. Im Milchborntal befindet sich der Kadettenweiher, ein ehemaliger Badesee für die Kadetten der Kadettenanstalt von Schloss Bensberg. Einige hundert Meter westlich liegt das Naturschutzgebiet Grube Cox.

## Vegetation
Die Vegetation des Naturschutzgebietes besteht vor allem aus flächigen Kiefern- und Laubmischwäldern sowie Fichtenforsten auf Böden mit unterschiedlicher Nährstoffsituation. Durch das Naturschutzgebiet verlaufen der Lerbach und der Milchbornbach, und es sind zahlreiche Quellbereiche vorhanden. Aufgrund der vielfältigen Standorteigenschaften konnten sich Röhrichte, Nass- und Feuchtwälder, sowie Pionierwald- und Schotterfluren entwickeln.
Das Gebiet wurde unter Schutz gestellt, um das bestehende, große Waldgebiet mit seinen Buchenaltbeständen, Eichen-Hainbuchenwäldern und den Bachtälern mit ihren Röhrichten und Erlenwäldern zu erhalten und die ausgedehnten Nadelholzforsten zu optimieren.

## Bergbauüberreste und andere Kulturdenkmäler
Bis zum Ende des 19. Jahrhunderts wurde in der Hardt Bergbau betrieben. Die Relikte der ehemaligen Buntmetall-Erzgruben Grube Blücher und Grube Jungfrau,  insbesondere ihre Halden, Pingen und die Stollenmundlöcher, etwa am Rand des Hardtknippen, sind ebenso wie die geologischen Aufschlüsse geowissenschaftlich, landeskundlich und bergbauarchäologisch wertvoll und in gleicher Weise unter Schutz gestellt. In den Stollen suchen Fledermäuse Unterschlupf. Weiterhin sind die Röhrichte in den verlandeten Absetzteichen der Grube Blücher geschützt und weiterzuentwickeln.
Unter Schutz gestellt ist auch der Ringwall Erdenburg und die gefasste Karstquelle in Kaltenbroich, die bis ins Jahr 1955 die Trinkwasserversorgung des Weilers sicherstellte und als Waschplatz diente.